# Rosentalbrücke

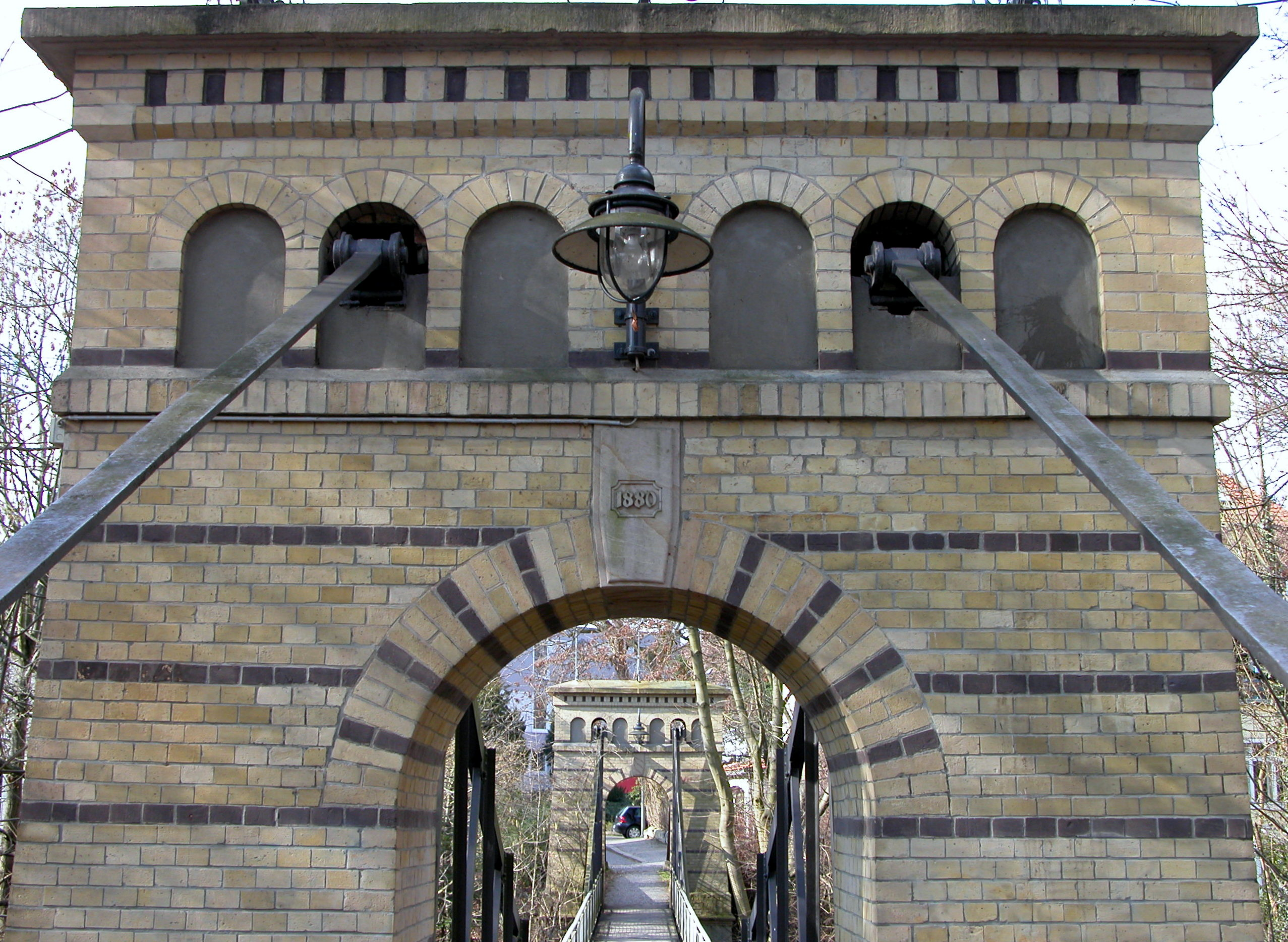
Ostpylon mit Jahreszahl 1880, Blendarkaden, Auflagern, Eisenbändern und Beleuchtung.

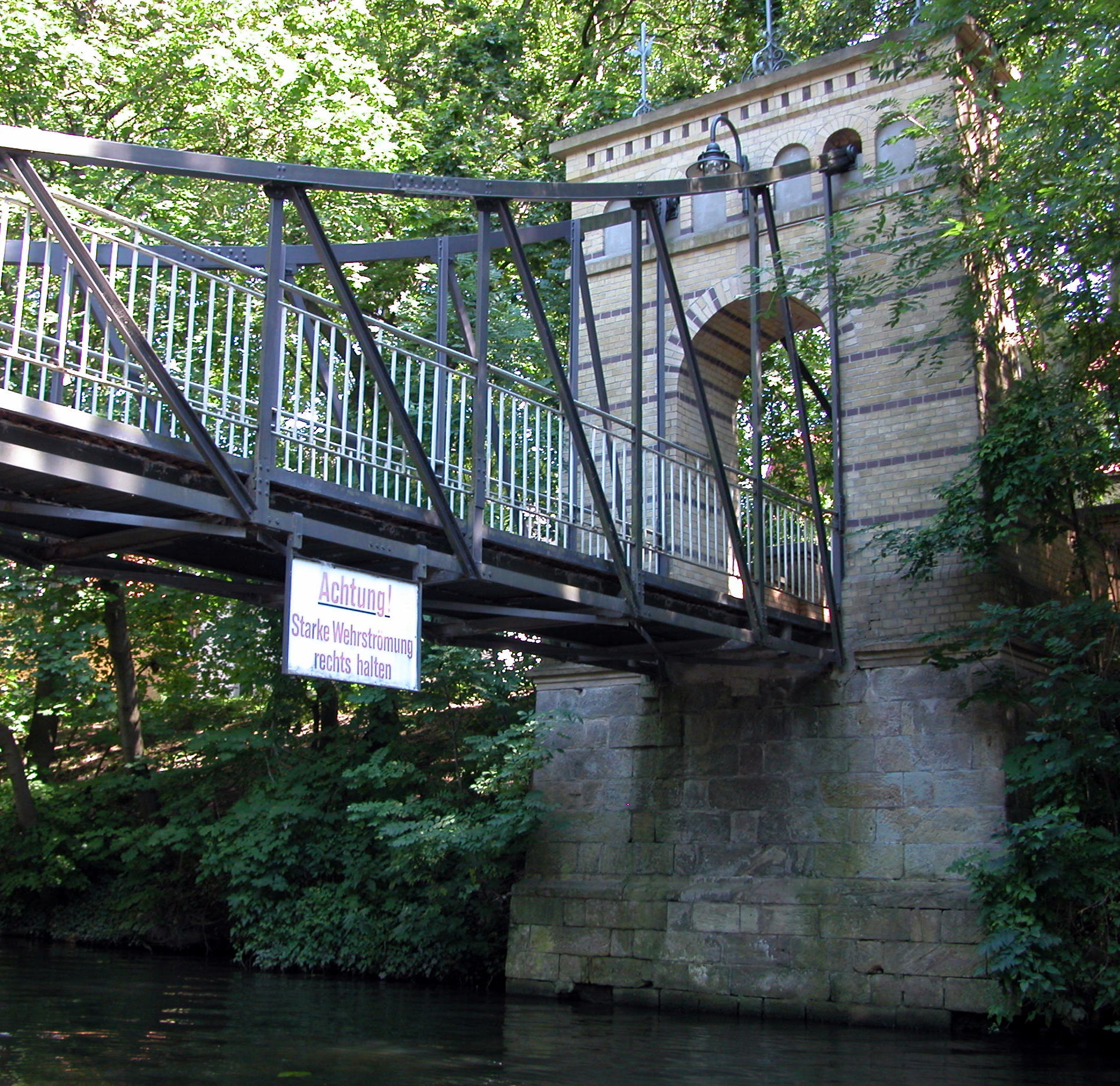
Ostpylon von der Oker aus gesehen.

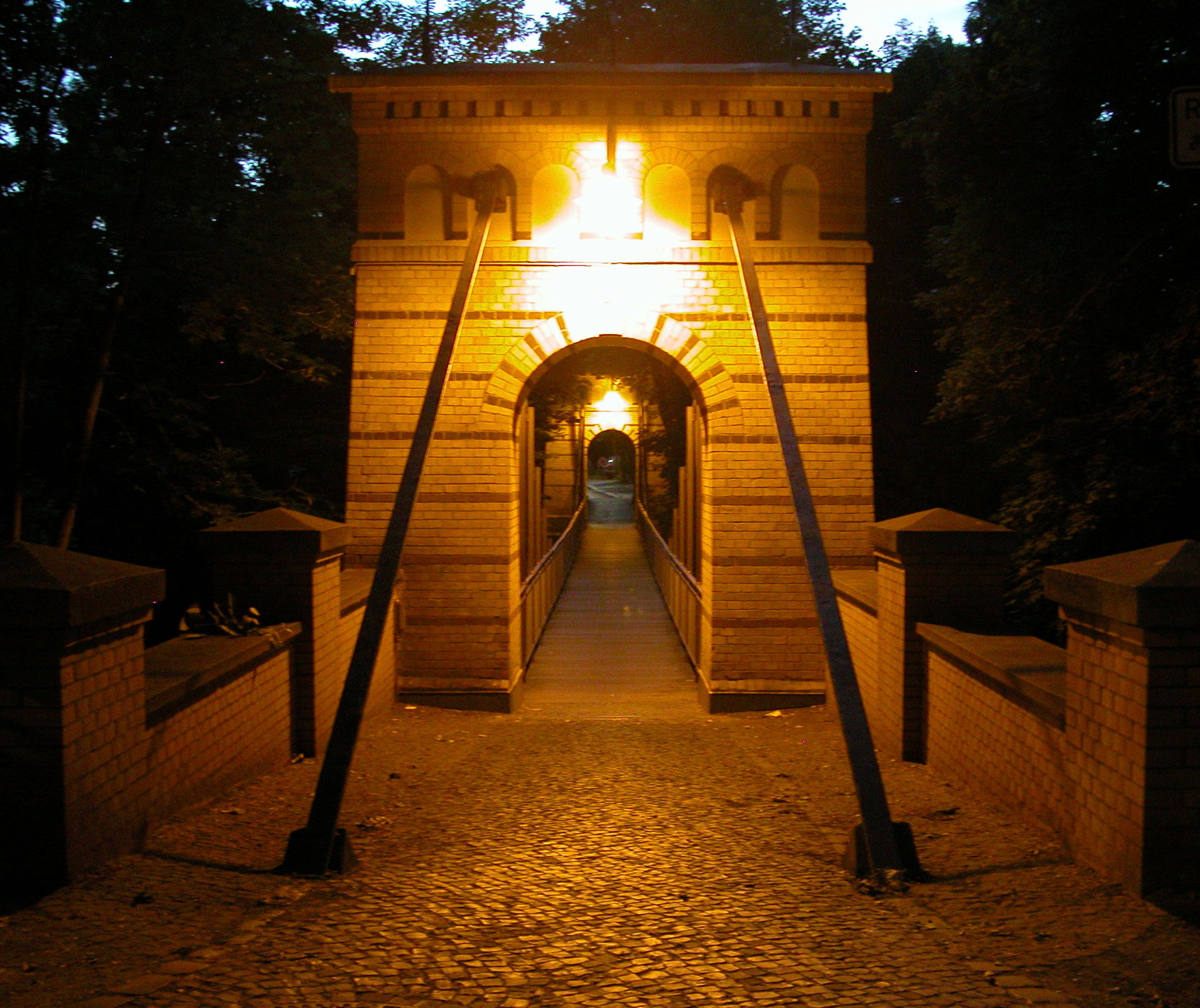
Abends mit Beleuchtung.

Die Rosentalbrücke ist eine Fußgängerhängebrücke in der nordwestlichen Innenstadt von Braunschweig. Sie wurde 1880 erbaut und verbindet den Inselwall mit dem Rosental. Die Rosentalbrücke ist die einzige Hängebrücke in der Stadt und steht unter Denkmalschutz.

## Geschichte

### Vorgeschichte
Die Braunschweiger Innenstadt wird seit dem Mittelalter von der Oker umschlossen. Der östliche und der westliche Flussarm, auch „Okerumflut“ genannt, bildeten jahrhundertelang den äußeren Verteidigungsring der Befestigungsanlagen der Stadt Braunschweig.
Ende des 18. Jahrhunderts hatten sich jedoch Waffentechnik und Kriegsführung so grundlegend verändert, dass derartige Befestigungsanlagen wirkungslos geworden waren. Um die Wende zum Jahr 1800 entschloss sich daher die Stadt Braunschweig, die Wallanlagen nach Plänen des Architekten Peter Joseph Krahe schleifen zu lassen und sie zum einen als Parkanlagen, zum anderen als neue Wohngebiete für die wachsende Stadtbevölkerung zu nutzen. So wuchs Braunschweig über seine mittelalterlichen Stadtgrenzen hinaus.
Dort, wo heute die kleine Sackgasse Rosental liegt, befand sich ursprünglich ein Ravelin, ein vorgelagerter Teil der Stadtbefestigung. Nach Abschluss der Schleifung der Wallanlagen, wurden dort Gärten angelegt, in denen u. a. Rosen gezog wurden. Diese Gärten mussten ab ca. 1875 neuen Wohngebieten weichen. Nach Fertigstellung der ersten Wohnhäuser existierte jedoch im Bereich zwischen dem Petritor und Wendentor keine direkte Verbindung für die Anwohner zur Innenstadt.

### Bau und Architektur
Hauseigentümer Zahn, der ein Mietshaus im Rosental besaß, richtete deshalb 1879 ein Gesuch an die herzoglich-braunschweigische Baudirektion für die Errichtung einer Fußgängerbrücke. Dem Gesuch wurde unter der Auflage stattgegeben, dass sich das neue Bauwerk architektonisch in den Charakter der Wallanlage einzufügen habe. Eine Bauherrengemeinschaft bestehend aus mehreren Anwohnern des Rosentals brachte schließlich in einer Privatinitiative das notwendige Kapital auf, sodass die Brücke 1880 nach einem Entwurf des Architekten Barth fertiggestellt werden konnte. Es handelte sich um einen der ersten Fußgängerüberwege über die Oker. Die Brücke verband den südlichen Teil der von Krahe gestaltete „Insel-Promenade“ (später „Inselwall“) mit dem „Rosental“.
Auf beiden Ufern befinden sich massive, ca. ein Meter dicke, gemauerte Pylonen aus gelbem Ziegelstein, die horizontal mit Einzelreihen dunkelroter Steine durchzogen sind. Jeder Pylon hat einen großen rundbogigen Durchlass und darüber je sechs Blendarkaden. Die Spannweite der Brücke beträgt 36 m, der Fußgängerüberweg ist 1,7 m breit. Der Bau ist eine Mischung aus Historismus und Gründerzeit-Architektur. Die Auflager der Eisenbänder für die Hängekonstruktion der Brücke befinden sich oberhalb der Rundbogendurchlässe.
Der hölzerne Brückenbelag und die eisernen Geländer wurden 1950 erneuert. Ende 2008 war die Brücke mehrere Monate gesperrt, da sie, inkl. der Pylone und Zuwegung, grundlegend restauriert wurde.

## Impressionen

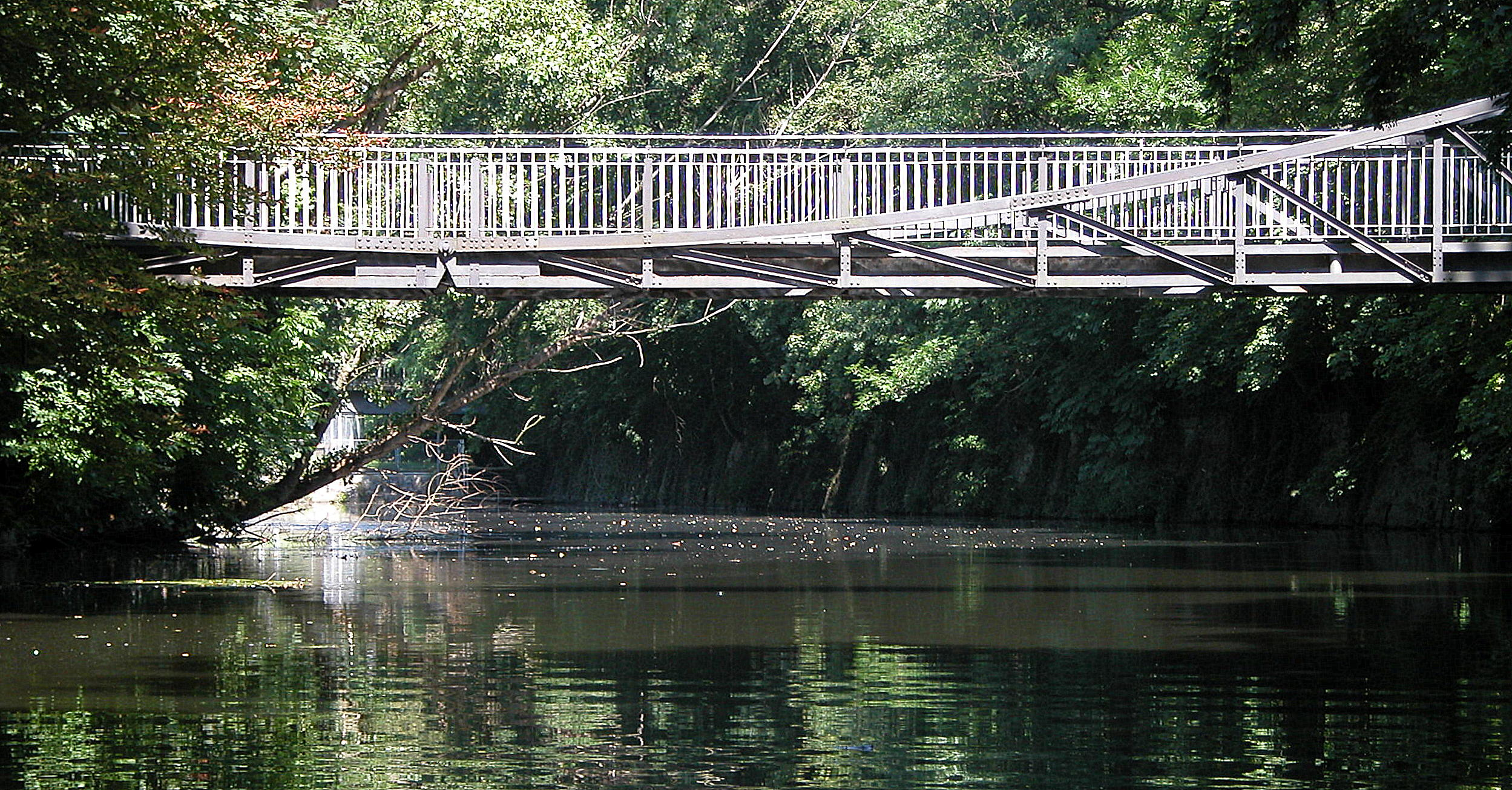
Hängebrücke
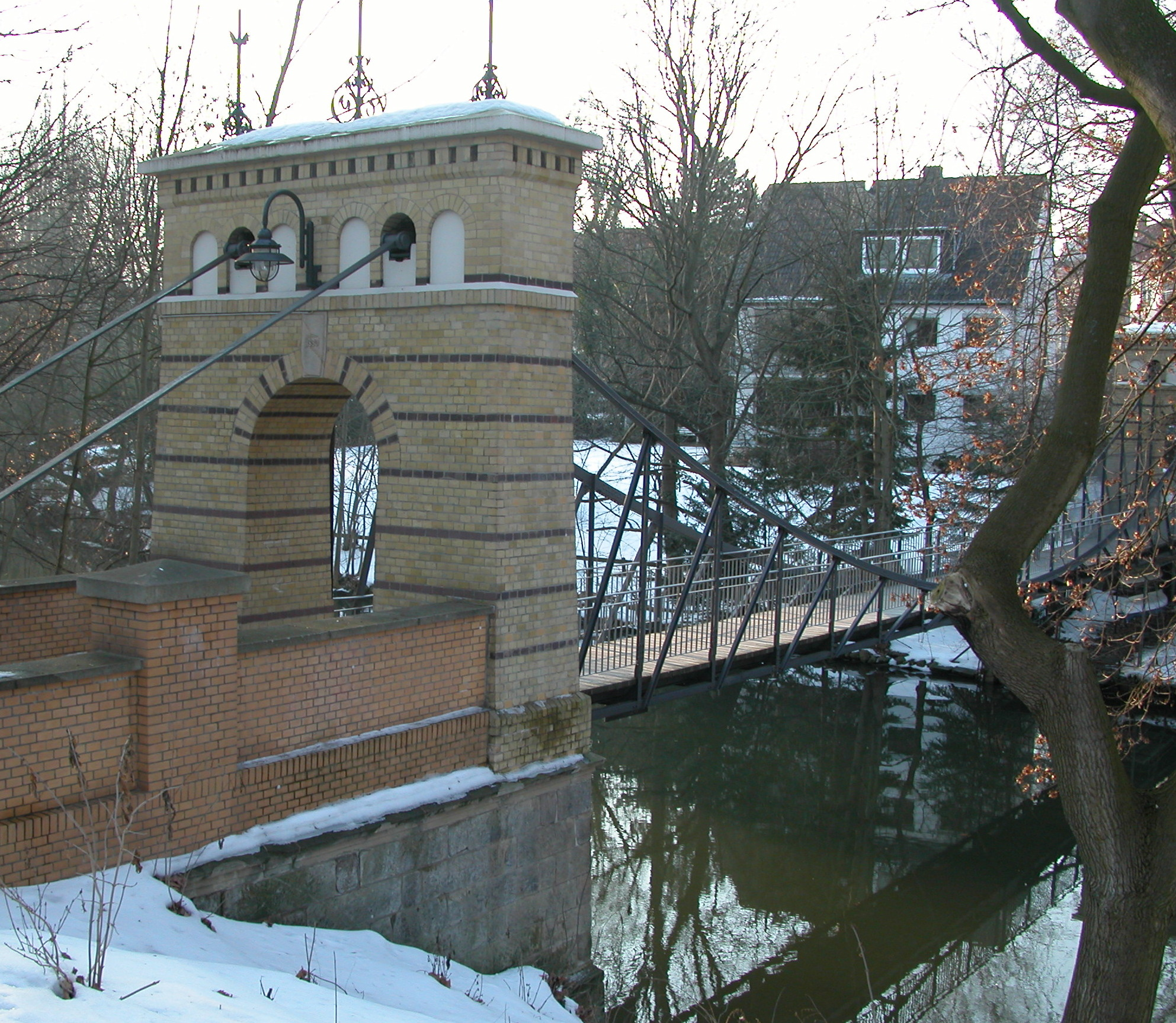
Im Winter
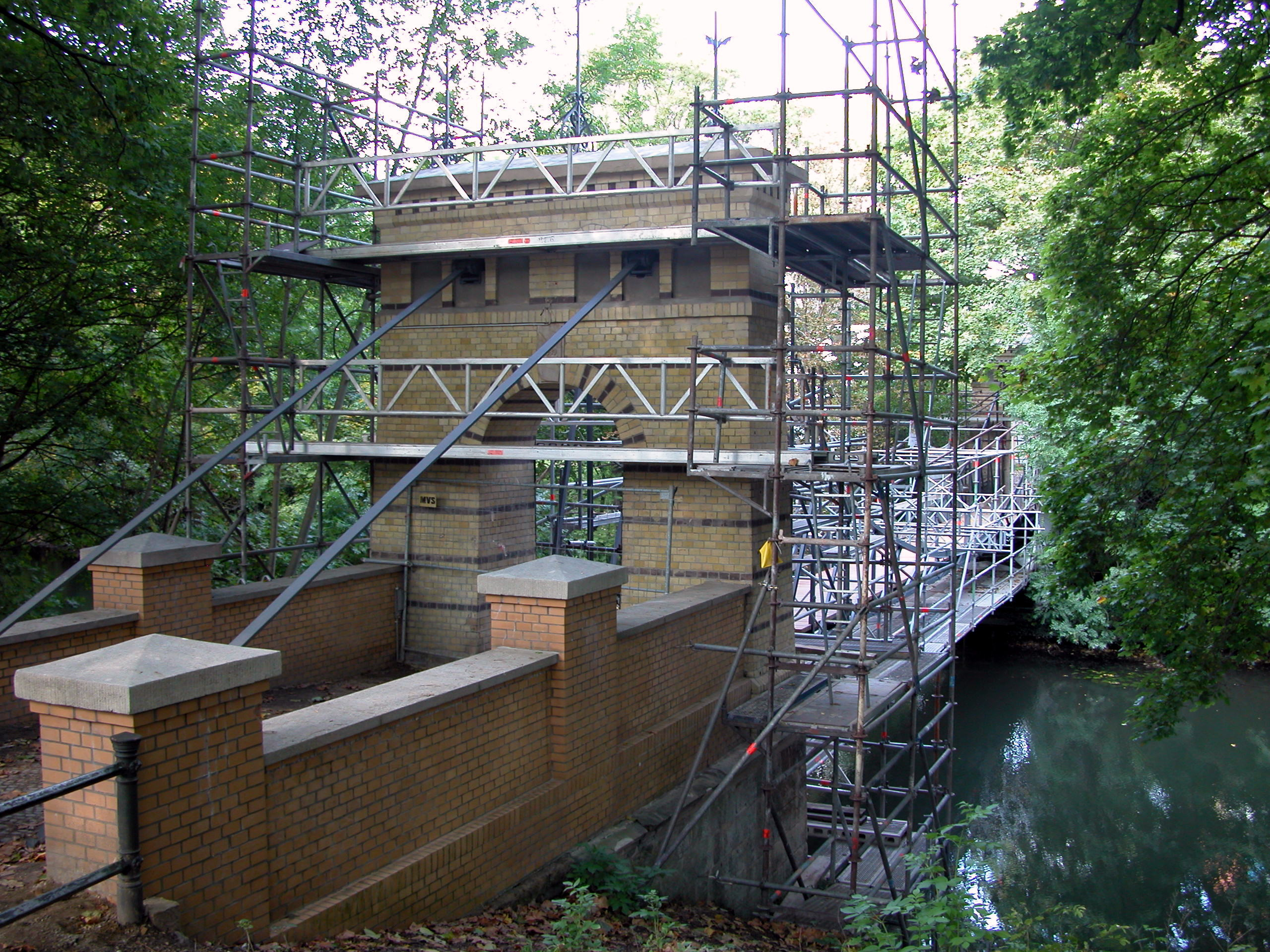
Restaurierung 2008
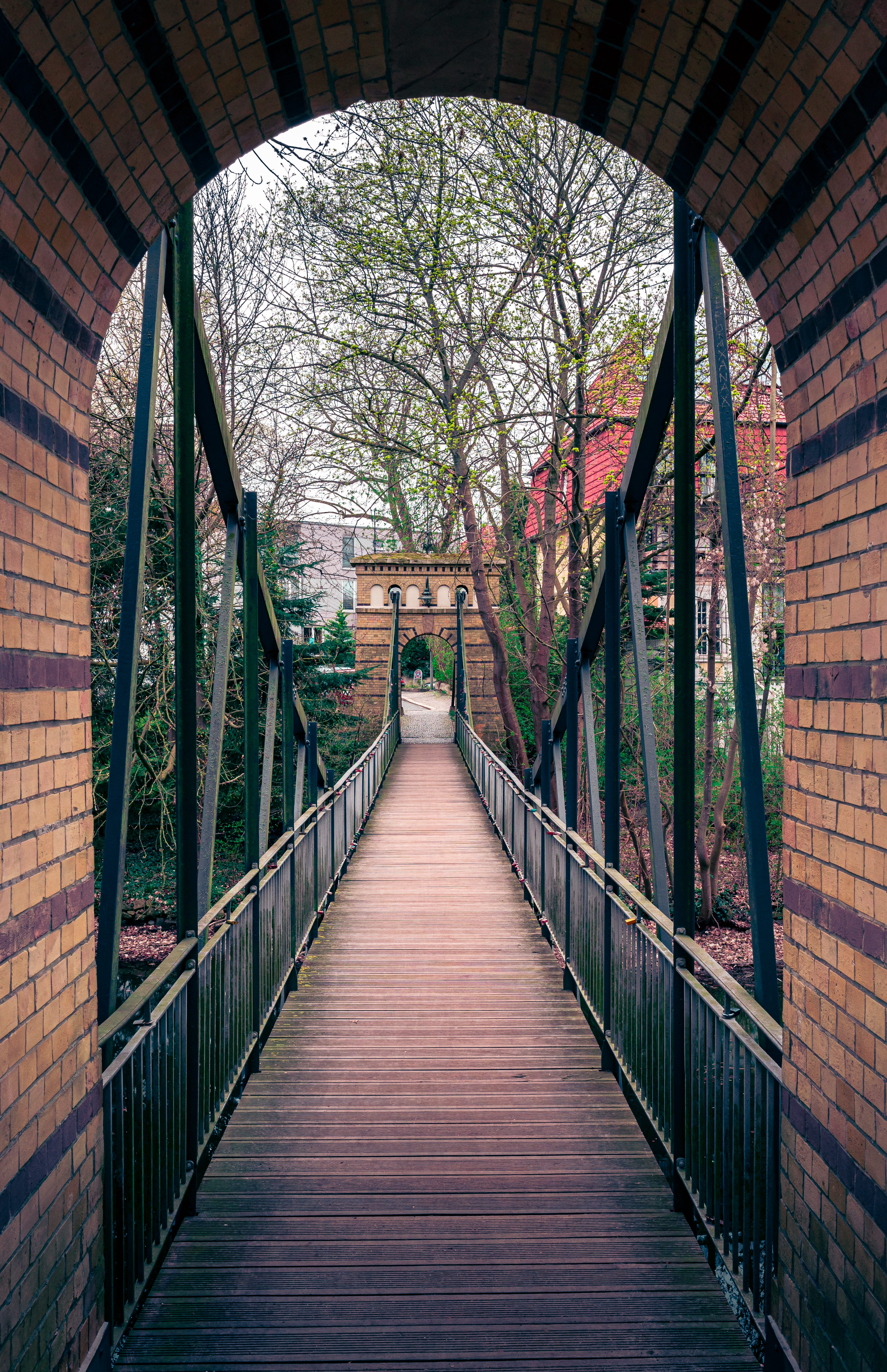
Torbogen
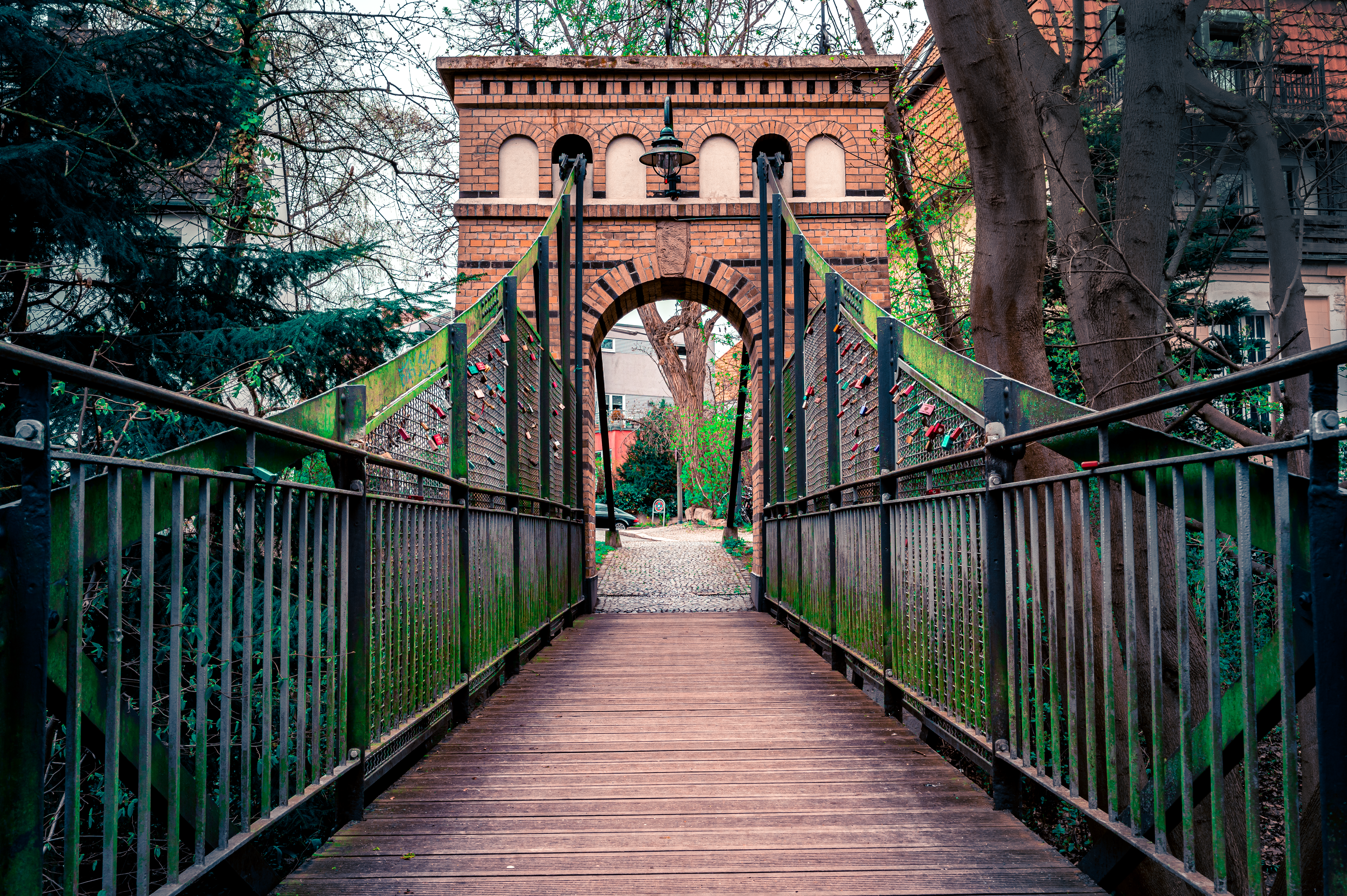
Hängebrücke
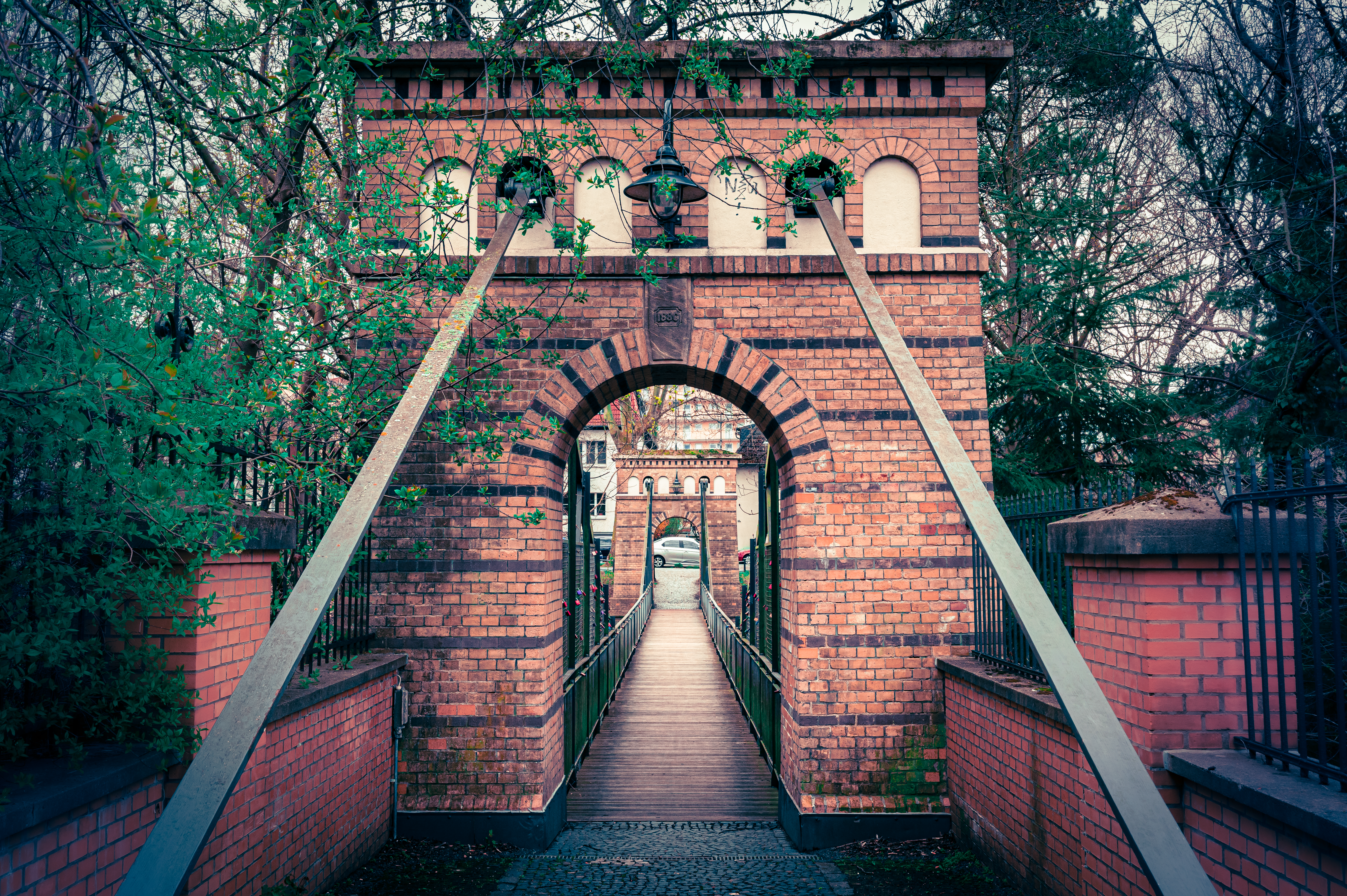
Tor
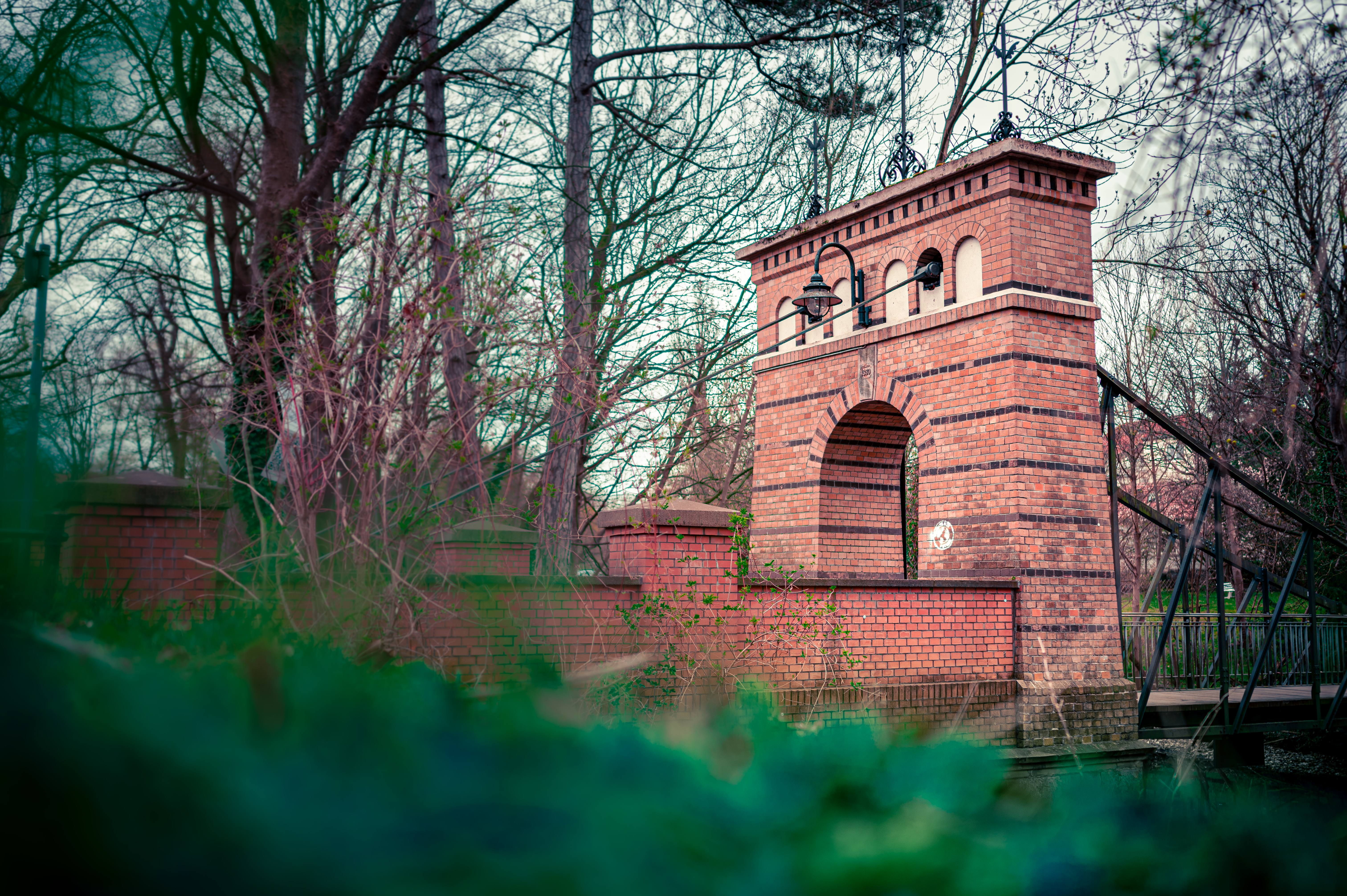
Eingang